# بنفلوركس
بنفلوركس هو دواء مفقد للشهية ومخفض لشحميات الدم اخترعته وانتجته مختبرات سرفير الفرنسية.
مقارب من ناحية التركيب لفنلورامين.
أظهرت تجربتان سريريتان بأن بنفلوركس قد يحسن من ضبط السكري ويقلل مقاومة الإنسولين في السكري من النمط الثاني.

## سحب الدواء
في 18 كانون الأول 2009، أقرت وكالة الأدوية الأوروبية سحب كل الأدوية التي تحتوي على بنفلوركس من الاتحاد الأوروبي بسبب مخاطر الإصابة بداء قلبي صمامي.
استخدم الدواء مساندا لخافضات سكر الدم في فرنسا بين عامي 1976 و2009 ويعتقد أنه تسبب بحوالي 500 إلى 2000 حالة وفاة. كما كان يستخدم في إسبانيا والبرتغال وقبرص.